# Сен-Брандан
Сен-Бранда́н (фр. Saint-Brandan, брет. Sant-Vedan, галло Saent-Medan) — коммуна во Франции, находится в регионе Бретань. Департамент — Кот-д’Армор. Входит в состав кантона Плело. Округ коммуны — Сен-Бриё.
Код INSEE коммуны — 22277.

## География
Коммуна расположена приблизительно в 390 км к западу от Парижа, в 95 км западнее Ренна, в 16 км к юго-западу от Сен-Бриё.
Вдоль северной границы коммуны протекает река Гуэ.

## Население
Население коммуны на 2016 год составляло 2 398 человек.
| 1962 | 1968 | 1975 | 1982 | 1990 | 1999 | 2008 |
| ---- | ---- | ---- | ---- | ---- | ---- | ---- |
| 1839 | 1741 | 1706 | 2032 | 2184 | 2240 | 2306 |

## Администрация
| Период | Период | Фамилия      | Партия        | Примечания |
| ------ | ------ | ------------ | ------------- | ---------- |
| 1926   | 1965   | Франсуа Леру |               |            |
| 1965   | 1985   | Жан Киньо    |               |            |
| 1985   | 2014   | Ив Ле Ган    |               |            |
| 2014   | 2017   | Жозеф Артю   | Разные правые |            |
| 2017   |        | Фабрис Эгара |               |            |

## Экономика
В 2007 году среди 1490 человек в трудоспособном возрасте (15—64 лет) 1162 были экономически активными, 328 — неактивными (показатель активности — 78,0 %, в 1999 году было 73,3 %). Из 1162 активных работали 1080 человек (563 мужчины и 517 женщин), безработных было 82 (38 мужчин и 44 женщины). Среди 328 неактивных 95 человек были учениками или студентами, 154 — пенсионерами, 79 были неактивными по другим причинам.

## Фотогалерея

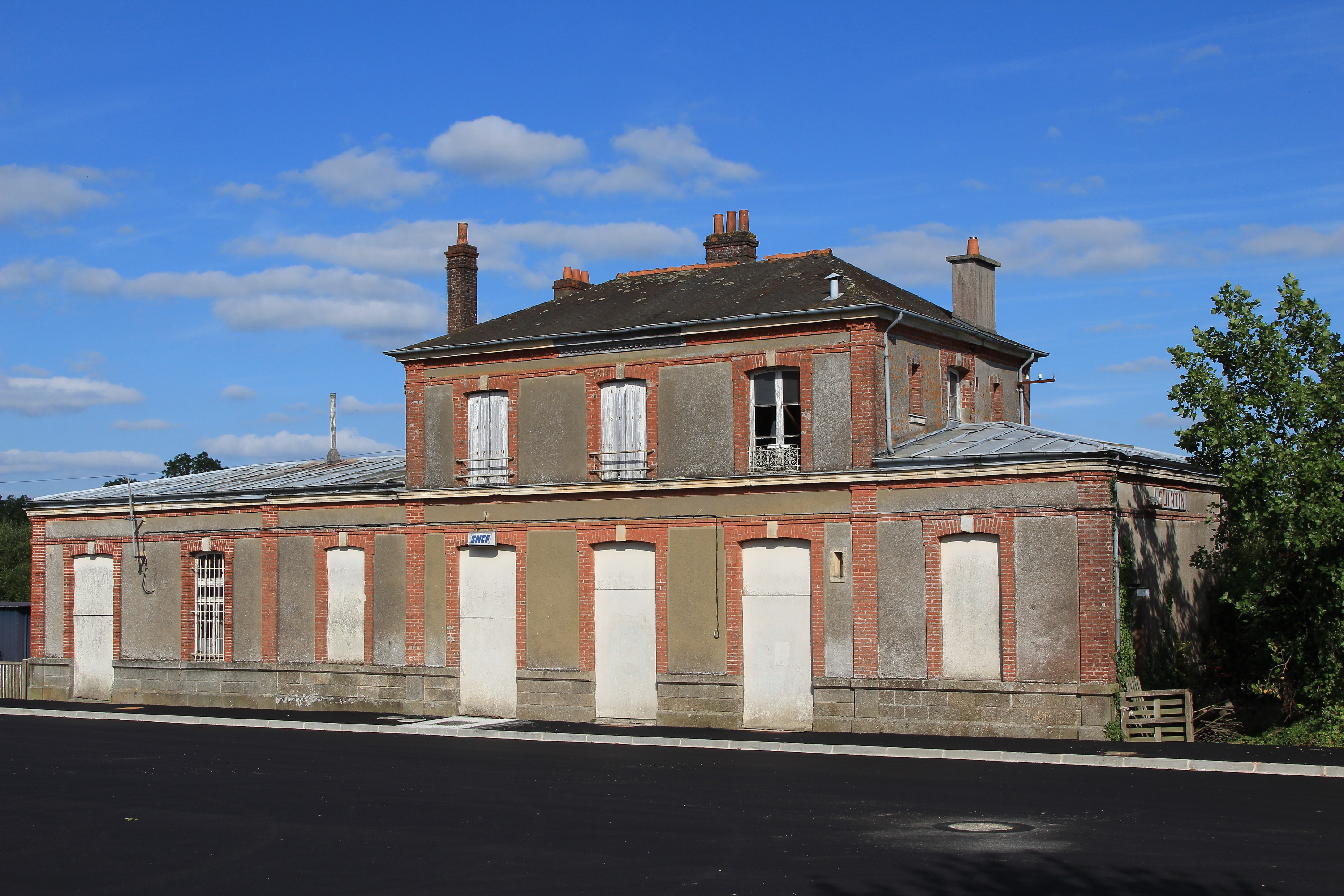
Вокзал Кентен
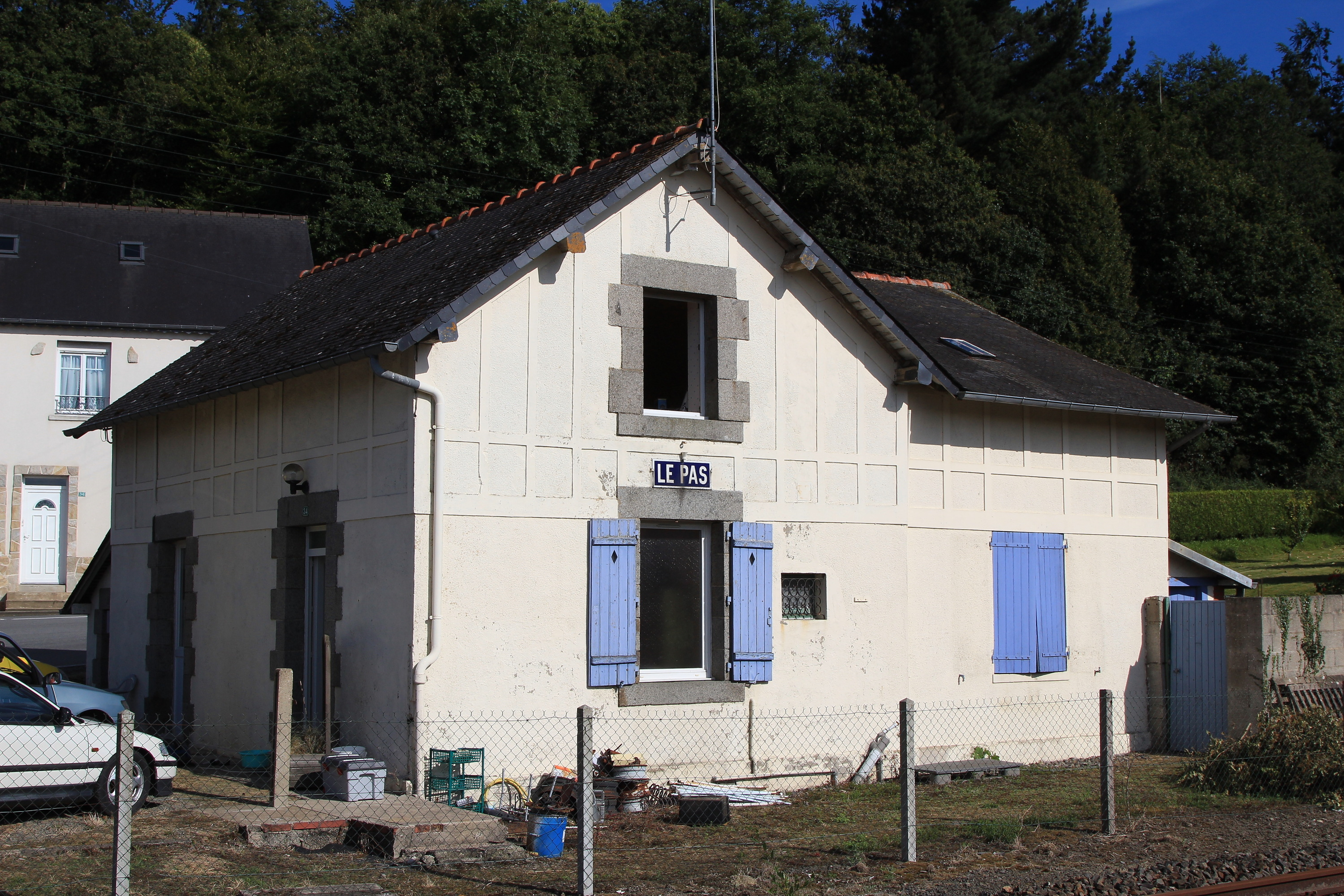
Вокзал Па
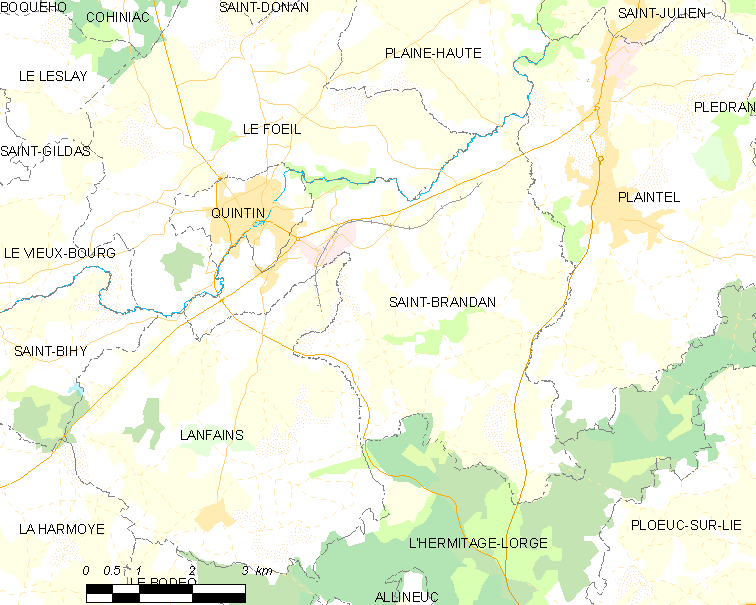
Карта коммуны